# Rubén Martínez Dalmau
Rubén Martínez Dalmau (Teulada, Alicante, 17 de noviembre de 1970) es un profesor, jurista, politólogo, historiador del arte y político español. Ocupó el cargo de Vicepresidente segundo y consejero de Vivienda y Arquitectura Bioclimática de la Generalidad Valenciana, puesto al que accedió en junio de 2019 tras cerrarse el acuerdo de coalición entre PSPV, Compromís y Unides Podem, que dio lugar al denominado Gobierno del Botánico II o del Botánico de Alicante (lugar donde se firmó dicho acuerdo).

## Trayectoria personal
Nació en Teulada, Provincia de Alicante, en 1970, aunque de muy joven se trasladó con la familia al entorno del cabo de la Nao, en Jávea, donde realizó los estudios de educación secundaria. En 1988 se mudó a Valencia para ingresar como estudiante en la Facultad de Derecho de la Universidad de Valencia donde inició sus estudios de Derecho. En 1989 ingresó en la Universidad Nacional de Educación a Distancia (UNED) para dar comienzo a los estudios de Ciencias políticas. Estudió simultáneamente las dos carreras.
A los 17 años ingresó voluntariamente como activista por los derechos humanos en Amnistía Internacional 
, donde coordinó la red Andina. Fue miembro del Comité Ejecutivo Estatal y coordinador del grupo local de Valencia de Amnistía Internacional. Se implicó en particular en la Campaña por la Trasparencia en el Comercio de Armas que desarrollaron conjuntamente Amnistía Internacional, Greenpeace y Médicos del Mundo (1997).
En 1992 se inició en la política universitaria y fue elegido claustral en el Claustro de la Universidad de Valencia como representante de estudiantes. En 1993 fue uno de los fundadores del Centre d ́Estudis Polítics i Socials (CEPS), posteriormente Fundación Centro de Estudios Políticos y Sociales, que trabajó intensamente con América Latina durante la década de los noventa y dos mil16 . Ejerció de asesor de los procesos constituyentes de Venezuela (1999), así como de los de Bolivia (2006-2007) y Ecuador (2008), donde formó parte de los equipos técnicos de redacción de las Constituciones. Asesoró varias campañas electorales y ejerció de observador electoral internacional en diferentes procesos electorales en la delegación de la OEA (Haití, 2001). Ya como profesor ejerció el cargo de vicesecretario de la Facultad de Derecho desde 2001 hasta 2004.
Desde 1999 reside en el barrio del Cabañal de Valencia, donde participó activamente en las luchas vecinales para preservar el barrio de la ampliación de la avenida Blasco Ibáñez que se propuso en los mandatos de Rita Barberá (Partido Popular) y que finalmente fue declarada ilegal por los tribunales.

## Trayectoria académica
Martínez Dalmau cuenta con una dilatada trayectoria formativa y profesional. Es Doctor en Derecho por la Universidad de Valencia (2003), licenciado en Derecho por la Universidad de Valencia (1994), licenciado en Ciencias Políticas por la UNED (1996) y graduado en Historia del Arte por la UNED (2020). Realizó estancias doctorales en la Albert Lüdwig Universität (Friburgo, Alemania) y postdoctorales en la Universidad Federico II de Nápoles (Italia) así como en numerosas universidades latinoamericanas. Cuenta con el Diploma en Ordenamiento Jurídico Comunitario por la Universidad de Valencia y el Diploma de Derecho Constitucional de la Academia Internacional de Derecho Constitucional, así como el Diploma en Estudios Avanzados en Ciencias Políticas por la UNED.
Es profesor titular de Derecho Constitucional en el Departamento de Derecho Constitucional y Ciencia Política de la Universidad de Valencia. Fue investigador en temas europeos de Polo Europeo Jean Monnet, dependiente de la Comisión Europea. Ha sido consultor en Derecho constitucional en la Universidad Abierta de Cataluña (2007-2019) y profesor invitado en cursos de posgrado de Europa y América Latina, especialmente en Italia y Colombia. En agosto de 2018 tomó posesión como miembro de la Academia Colombiana de Jurisprudencia.
Ha dirigido y coordinado varios programas de formación posgradual, entre ellos el Máster en Integración y Globalización, doble título Universidad Externado de Colombia-Universidad de Valencia (2015-2018); la Maestría de Derecho Constitucional y Procedimientos Constitucionales de la Universidad Mayor de San Andrés (UMSA) (2009-2020); el Máster en Asuntos Electorales. Democracia, sistemas electorales y observación electoral de la Universidad de Valencia (2014-2015) y el Diploma de Asistencia Electoral y Observación Electoral Internacional de la Universidad de Valencia (2009-2013).
Hasta el año 2019 dirigió el Grupo de investigación sobre poder constituyente y nuevo constitucionalismo, Democracia+  de la Universitat de València. Ha formado parte de una veintena de grupos de investigación internacionales. 
Su línea principal de investigación se ha centrado en la legitimidad democrática. Sus trabajos analizan en profundidad las condiciones democráticas de instituciones como el Ministerio Fiscal, los bancos centrales, así como el proceso europeo de integración. Se ha especializado y ha escrito numerosos textos de referencia internacional sobre teoría del poder constituyente y los procesos constituyentes latinoamericanos. Entre otros temas que ha tratado se sitúa el voto electrónico, tanto en cuanto a la relación entre voto electrónico y representación como al análisis de jurisprudencia sobre voto electrónico.
Es autor de más de un centenar de obras entre monografías, artículos en revistas indexadas y capítulos de libro. Es uno de los autores más citados del mundo en Derecho constitucional.
Forma parte de la red de conocimiento Harmony with Nature Knowledge Network, que depende del programa Harmony with Nature de Naciones Unidas. Durante los últimos años ha centrado su interés en la naturaleza como sujeto de derechos.

## Trayectoria política
Fue elegido diputado al Congreso de los Diputados por la circunscripción de Alicante (2015-2016), cargo durante el que ejerció de Portavoz en la Comisión Constitucional; secretario de la Comisión de Estatuto de los Diputados; vocal en la Comisión de Hacienda y Administraciones Públicas; vocal en la Comisión de Reglamento; y representante en la Unión Interparlamentaria (UIP). También ejerció de senador suplente en el Senado de España por designación parlamentaria y en representación de la Comunidad Valenciana (2015-2018). 
En 2018 ganó el proceso interno en Podemos-Podem en la Comunidad valenciana y se presentó como cabeza de lista para las elecciones autonómicas de mayo de 2019. Salió elegido diputado en les cortes valencianas por la circunscripción de Alicante y ejerció de síndico (portavoz del grupo parlamentario) hasta su nombramiento como miembro del gobierno valenciano. En ese momento renunció tanto al acta de diputado como a la sindicatura, y fue sustituido por Naiara Davó.

## Obras
- Aspectos constitucionales del Ministerio Fiscal (1999)
- Cambio político y proceso constituyente en Venezuela (2000, con Roberto Viciano Pastor)
- La independencia del Banco Central Europeo (2005)
- Constitución, legitimidad democrática y autonomía de los bancos centrales. Tirant, Valencia (2005)
- Europa y el Mediterráneo. Perspectivas  del diálogo intercultural (editor). Publicaciones de la Universitat de València-Instituto Mediterráneo de Estudios Europeos, Valencia (2006)
- Democracia, participación y voto electrónico (2007)
- Desafíos constitucionales. La Constitución ecuatoriana del 2008 en perspectiva. Coeditado con Ramiro Ávila Santamaría y Agustín Grijalva. Ministerio de Justicia y Derechos Humanos y Tribunal Constitucional del Ecuador. Quito (2008).
- El proceso constituyente boliviano (2006-2008) en el marco del nuevo constitucionalismo latinoamericano. Enlace, La Paz (2008).
- Teoría y práctica del poder constituyente (editor). Tirant, Valencia (2014)
- ACADEMIA UV  [25]